# José Martínez de Salazar
José Martínez de Salazar (¿Nájera?, Corona de España, ca. 1620 – Madrid, 1681) era un militar español que actuó como maestre de campo al mando de un tercio en la guerra de Restauración portuguesa de 1640 a 1660 y también en el año 1644 en la Guerra franco-española debido a la sublevación catalana en el condado de Barcelona y a la consecuente invasión del reino vecino, ambas en el contexto de la guerra de los Treinta Años, lo que le valió el nombramiento como caballero de la Orden de Santiago y posteriormente el ascenso al rango de general en 1662. Poco después fue nombrado gobernador y capitán general del Río de la Plata y ocupó el cargo desde 1663 hasta 1674 y simultáneamente fue el primer presidente pretorial de la Real Audiencia de Buenos Aires hasta 1672, fecha en que sería suprimida, para continuar solo como gobernador por dos años más. Por su gestión en la restauración del fuerte de Buenos Aires y la Catedral, y la construcción de un horno de ladrillos y tejas y de un par de tahonas para que dichas reparaciones sean autosustentables económicamente, se lo considera actualmente como el primer industrial porteño.

## Biografía hasta ser maestre de campo en España

### Origen familiar y primeros años
José Martínez de Salazar habría nacido hacia 1620, y aunque si bien sus orígenes familiares y su oriundez también siguen siendo desconocidos por el momento, muy probablemente haya nacido en la localidad de Nájera del señorío-ducado homónimo de Castilla la Vieja, el cual formaba parte de la Corona de España. 
Un sobrino suyo, tal vez de segundo grado, era el licenciado Diego Martínez de Londoño (n. Nájera, ca. 1635) —era hijo de Fernando Martínez de Londoño (¿Nájera?, ca. 1605-e/ Nájera y Madrid, ca. 1662), caballero de la Orden de Santiago, y de su esposa Prudencia de Asopra (n. ca. 1615)— quien también pasó a la gobernación del Río de la Plata y fue nombrado por su tío como abogado de la primera Real Audiencia de Buenos Aires desde 1663 hasta 1672, excepto los años que fue protector de menores en 1666, alcalde ordinario de primer voto del Cabildo de Buenos Aires en 1670 y procurador general del mismo en 1671.
La familia Martínez de Salazar y su emparentada familia de Londoño eran oriundas de Nájera, siendo el primigenio documentado por el momento Leonís Martínez de Salazar (n. Nájera, ca. 1540) que con Ana Martínez de Aguirre (n. Torrecilla de Cameros, ca. 1550) tuvieron por lo menos dos hijos, a Inés Martínez de Salazar (n. Nájera, ca. 1585) que se casó con Francisco Jiménez Samaniego (n. San Asensio, ca. 1580) para concebir por lo menos un hijo llamado fray José Jiménez Samaniego y Martínez de Salazar (n. Nájera, e/ junio y 16 de octubre de 1621), y a Juan Martínez de Salazar (n. ca. 1580) quien posee una descendencia acreditada hasta su cuarto nieto, chozno o trastataranieto José Antonio de San Vítores y Martínez de Salazar Londoño (n. ca. 1730), señor de Hormilla.

### Carrera militar en Europa
Martínez de Salazar inició la carrera militar en la península ibérica, en donde alcanzó el máximo grado como maestre de campo del Ejército Real.

## Actuación en la guerra de los Treinta Años y caballero de Santiago

### Participación en la guerra de Restauración portuguesa

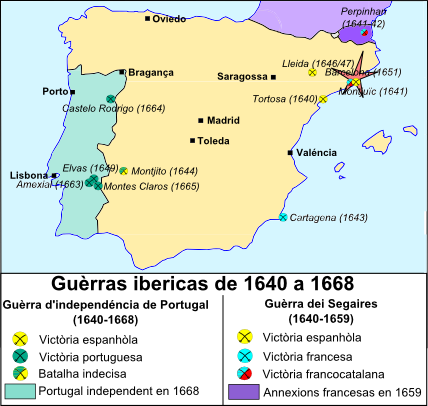
Las batallas de la guerra de Restauración portuguesa (1640-1668) y de la sublevación catalana y la consecuente invasión francesa (1640-1652), y el trazado fronterizo según el tratado de Lisboa del 13 de febrero de 1668 y el tratado de los Pirineos del 7 de noviembre de 1659.

Participó en la guerra de Restauración portuguesa desde 1640 hasta 1660, además de gobernar Puebla de Sanabria y el castillo de San Luis Gonzaga.

### Sublevación catalana y la ocupación francesa
Cuando también comenzó la sublevación de Cataluña el 7 de junio de 1640, debido a una explosión de violencia en la ciudad de Barcelona por el asesinato del virrey-conde de Santa Coloma, protagonizada por campesinos que se sublevaron debido a los abusos cometidos por el ejército real español y por los mercenarios de diversas procedencias afincados en el entonces Principado de Cataluña —a causa de la guerra franco-española y en el contexto de la guerra de los Treinta Años (1618-1648)— todo eso provocó la proclamación de la República Catalana el 16 de enero de 1641, luego de que la Junta de Brazos aceptara la proposición de Pau Claris, presidente de la Diputación del General del Principado de Cataluña, para asegurarse la protección del Reino de Francia.
Esto provocó que el 23 de enero el rey Felipe IV de España dirigido por el marqués de los Vélez en la batalla de Martorell obtuviera una victoria y al estar amenazado el condado de Barcelona trajo como consecuencia que Pau Clarís presentara una nueva proposición para aceptar al rey Luis XIII de Francia como su nuevo soberano, con los títulos de conde de Barcelona, y también los de Rosellón y Cerdaña, y de esta manera acordaron establecer una Junta de Guerra presidida por el conseller en cap Joan Pere Fontanella.
El 26 de enero del mismo año, un ejército franco-catalán venció en la batalla de Montjuic, defendiendo así al condado de Barcelona con éxito, por lo que el ejército de Felipe IV se retiró y no volvería hasta diez años más tarde.

### Defensa de Lérida y nombramiento como caballero
El soberano Luis XIII nombró entonces un virrey francés en el condado y llenó la administración barcelonesa de conocidos profranceses, pero el coste del ejército francés para Cataluña era cada vez mayor, mostrándose ya como un ejército de ocupación, a esto se sumó que los mercaderes franceses comenzaron a competir con los locales, favorecidos aquellos por el gobierno francés, lo que convirtió al condado en un nuevo mercado para Francia.
Todo esto, junto a la situación de guerra, la consecuente inflación, plagas y enfermedades llevó a un descontento que iría creciendo en la población, consciente de que su situación había empeorado. En 1643, el ejército francés conquistó el Rosellón, la localidad aragonesa de Monzón y la localidad catalana de Lérida, pero en 1644 el rey Felipe IV de España recuperó estos dos últimos, en donde el maestre de campo José Martínez de Salazar también actuó brillantemente en la defensa del puente de Lérida y por ello sería nombrado caballero de la Orden de Santiago.

La cruz de la Orden de Santiago.

Con el Tratado de Westfalia de 1648 y la retirada de la guerra de los aliados neerlandeses que se habían separado de las Países Bajos Españoles en 1581, Francia comenzó a perder interés por Cataluña, que sumado al descontento de la población de la misma por la ocupación francesa, Felipe IV de España consideró que era el momento de atacar y en 1651 un ejército dirigido por Juan José de Austria comenzó el asedio a Barcelona, en donde el ejército franco-catalán se rindió en 1652 y se reconoció a Felipe IV como su soberano y a Juan José de Austria como el virrey de Cataluña. Si bien Francia conservó el control del Rosellón, el principal territorio transpirenaico de España, ambos reinos convinieron con la firma del Tratado de los Pirineos en 1659, en el cual Francia tomó posesión definitiva de dicho territorio.

## Gobernador-presidente del Río de la Plata y deceso

### Nombramiento y viaje a la Sudamérica española
Una vez ascendido a general de artillería en 1662, y por título expedido en Madrid el 23 de noviembre del mismo año, fue nombrado en el cargo de gobernador del Río de la Plata y presidente de la nueva Real Audiencia pretorial que había sido creada por real cédula del 6 de junio de 1661, y recibiría un salario de $ 4.000 anuales.
Por dicho nombramiento, y de acuerdo a las normas de aquella época, solicitó licencia para pasar a las Indias para sí, su esposa Antonia María de Boán, de treinta años de edad, y sus dieciséis criados, si bien fue aprobado el 16 de diciembre de 1662, a diez de sus criados se les denegó por falta de limpieza de sangre. Finalmente viajó a la Sudamérica española para recién asumir su puesto gubernamental el 28 de julio de 1663, habiendo llegado el día anterior, y poco tiempo después procedió a instalar la Audiencia.

### Instalación de la Real Audiencia de Buenos Aires

Los territorios meridionales del Virreinato del Perú con su Real Audiencia de Lima (en color azul-celeste que eran las dependencias directas) con los corregimientos altoperuanos y su subordinada Real Audiencia de Charcas (tonalidades verdes).
La jurisdicción de su autónoma gobernación del Río de la Plata (tonalidades rojizas) con su pretorial Real Audiencia de Buenos Aires (tonalidades rojizas y también marrones, de la gobernación del Tucumán, y color naranja de la gobernación del Paraguay) desde 1663 hasta 1672, y de la gobernación de Chile con su subordinada Real Audiencia de Santiago (tonalidad marrón-verdosa).

Una vez en el mando e instalada la incipiente Real Audiencia de Buenos Aires el 16 de agosto del mismo año, su primer acto judicial como presidente fue impedir el contrabando con naciones extranjeras, que desde hacía mucho tiempo se le acusaba al puerto de Buenos Aires, y su primera gestión de gobierno fue la de organizar la defensa de la ciudad ante los constantes ataques de piratas.

### Gestiones de gobierno en Buenos Aires y su campiña

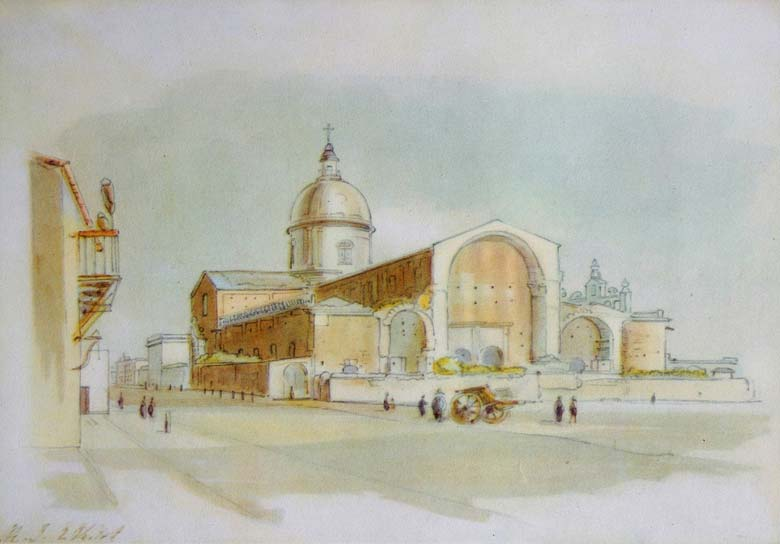
Acuarela de la Catedral de Buenos Aires varias veces reconstruida y restaurada hacia 1817.

También realizó el segundo censo de la ciudad de Buenos Aires en 1664 y luchó contra las malas costumbres charrúas de vender a sus hijos. Reconstruyó el fuerte de Buenos Aires en su totalidad con los aborígenes de las misiones jesuíticas que fueron ofrecidos por los padres de la Compañía de Jesús, aunque inicialmente no lo aconsejaba por su alto costo según el informe del 20 de junio de 1664. Al no estar conforme con el aumento de ciento quince soldados que incorporó a la guarnición existente, trató por todos los medios de militarizar a la población, a fin de tenerlos siempre listos para cualquier ocasión. Dentro del fuerte porteño instaló dos tahonas que dejaban como beneficios, para solventar los costos del mismo, de unos cincuenta o sesenta pesos fuertes mensuales.
Para la obra del hospital pidió al soberano español el 25 de junio del mismo año para que lo aprobase en forma permanente y definitiva, adjudicándole rentas así pudiera mantenerse, pero el Rey desaprobó dicha fundación en 1667, y Martínez de Salazar pidió que sea el Cabildo porteño que rehiciera el pedido por la necesidad urgente de la llegada de ciento quince soldados más para el fuerte y que el hospital y los médicos eran muy necesarios ya que el oidor Pedro de Rojas y Luna por falta de medios y asistencia había fallecido.
Mantuvo a Pedro Morales y Mercado como su teniente general y a la vez, pasaría de ser teniente de gobernador del predecesor Alonso Mercado y Villacorta, a ser el primer corregidor de Buenos Aires, además aplicó una serie de normas en doce artículos en que resolvía importantes cuestiones de administración local, entre ellas estaban en primer lugar las edilicias, por lo que reedificó casas desde sus cimientos ya que estaban ruinosas, gracias al nuevo horno de ladrillos y tejas instalado en el fuerte de Buenos Aires, y por lo cual, sería considerado el gobernador Martínez de Salazar desde entonces hasta la actualidad, como el primer industrial porteño.
También incentivó para hacer cabildo los días señalados, llevar un libro de penas, además del de los acuerdos, exigió a los alcaldes acompañar al teniente general en las rondas con cuatro soldados, además de fijar el precio del pan por lo que prohibió a los vecinos la exportación de cualquier cereal sin su permiso y el 12 de mayo de 1665 ordenó al Cabildo dictara el arancel general de los comestibles. Para evitar fraudes en las rentas y otras cuestiones, ordenó que solo habría una entrada y salida de la ciudad. 
Solicitó la apertura del puerto de Buenos Aires al comercio directo con España, demostrando que el contrabando se debía a la clausura de su puerto por presiones de los comerciantes de Lima. El fiel cumplimiento de las ordenanzas reales en lo relativo al comercio, diezmó la principal fuente de riqueza regional y provocó un estancamiento comercial y por ende, un empobrecimiento general.
Prohibió la venta de vinos a los aborígenes bajo penas severas y promovió la concurrencia a misa de los mismos a la incipiente iglesia de San Juan Bautista a cargo del alcalde de segundo voto y también a la población negra en los días festivos, además de incentivar a los primeros para que fueran a los conventos de Santo Domingo y de la Compañía de Jesús para recibir la doctrina católica.
También intentó construir el «fuerte del Río Luján» —a diez leguas de la presente ciudad homónima y en el actual partido de Pilar— cerca de la estancia de Juan de Rocha en el Camino Real, con unos quinientos aborígenes de las riberas de los ríos de Paraná y del Uruguay, todos de las misiones jesuíticas, para contener el avance de los indios pampas, y por el cual pasaba a registrar carretas y todo cargamento que por allí pasase.
Procedió a controlar las vaquerías, ya que cualquier persona gozaba de los derechos a la matanza y ordenó al Cabildo porteño que reglamentara su licencia y determinara el número de personas y de cueros con derecho a ellas. Para cumplir su objetivo necesitaría unos trescientos hombres para construir un foso y una muralla de quince metros de altura, con puentes levadizos y demás defensas.
Con la asunción del nuevo rey Carlos II de España en 1665, la guerra de Restauración portuguesa llegaría a su fin con el tratado de Lisboa de 1668 por el cual la Corona española reconocía oficialmente la independencia del reino vecino, lo que llenó de júbilo a los portugueses europeos pero no tanto a los del Brasil que tenían intereses comerciales con el puerto de Buenos Aires, y así mismo ocurrió, el bloqueo se hizo riguroso. Por dicho acontecimiento el gobernador Martínez de Salazar informó a la Corte que: 

"[...] los ánimos estaban irritados de haberles prohibido la comunicación de este puerto con tanto rigor después de las paces [...] Cuánto importaría para la conservación de esta tierra se tolerase algún permiso, aunque se limitase a dos pataches cada año [...] "

También comenzaron los primeros malones indígenas en las estancias vecinas —como lo demuestran las cuantiosas denuncias por robo de ganado en 1672, acusando al cacique Cacapol Juan "el Bravo" (1650-1740) que era padre de su futuro sucesor Cangapol Nicolás "el Bravo"— y por lo cual el Cabildo porteño resolvió declararles la guerra. De esta forma Martínez de Salazar inauguró el «fuerte del Río Luján» en 1671.
En el mismo año colaboró en la obra de reconstrucción de la Catedral de Buenos Aires con un costo de $ 27.000, conseguidos de medios económicos de la propia Corona española, que permitió una sisa de dos pesos por arroba de vino, que con cuyas ganancias, sumados a los cinco mil pesos fuertes donados por la misma Corona y la otra parte del propio peculio de Martínez de Salazar, se conseguiría cubrir.

### Fin del mandato y juicio de residencia
Martínez de Salazar fue una de las figuras más respetables que desfilaron por la ciudad de Buenos Aires, supo ordenar y organizar la milicia, reconstruir el fuerte de Buenos Aires, la iglesia catedral, el hospital, además de haber sido durante una década un gobierno con acierto, honradez, organizado y pacífico. Fue fundador de la cofradía del Santo Cristo en Buenos Aires y su primer mayordomo fue el relator Pedro de Vera y Aragón. Ocupó el puesto de presidente de la Real Audiencia hasta el 26 de octubre de 1672 pero continuó gobernando hasta el 24 de marzo de 1674.
Pero durante el juicio de residencia, una de las contravenciones encontradas contra el expresidente Martínez de Salazar fue el nepotismo, por nombrar como abogado de la Real Audiencia de Buenos Aires a su sobrino el licenciado Diego Martínez de Londoño, y entre otras causas, como la de permitir el contrabando en el puerto de Buenos Aires con navíos de naciones extranjeras. Finalmente se concluyó la sentencia con el embargo de todos su bienes.

### Fallecimiento
El maestre de campo general José Martínez de Salazar escribió en la ciudad de Buenos Aires una carta el 2 de abril de 1674 a su sucesor Andrés de Robles en la gobernación del Río de la Plata y posteriormente fallecería en Madrid en el año 1681, tratando de limpiar su buen nombre.
Su esposa suplicó varias veces al Consejo de Indias para que se lo declarase buen ministro, inclusive después de haber enviudado.

## Matrimonio
El entonces teniente de maestre de campo José Martínez de Salazar se había unido en matrimonio en la capilla de San Juan de la Catedral de Orense el 8 de octubre de 1649 con Antonia María de Boán y Landecho (¿Orense?, Corona de España, 1629-Madrid, 5 de junio de 1704), que según consta en su licencia a Indias era de piel blanca, pelo negro y de buen cuerpo.
Su esposa Antonia de Boán era hija de Pedro Fernández de Boán (Fontefría, 30 de abril de 1590 - Orense, después de 1641), licenciado en teología, mayorazgo de Cacabelos y por compra al Conde de Lemos fue I señor de los cotos de Roucos, Loureiro y Fontefría desde 1637, también fue regidor perpetuo de Orense desde 1640 y caballero de la Orden de Santiago desde 1641 además de fundador de la Capilla de San José en la catedral orensana, y de su esposa y prima hermana Josefa Damiana de Boán y Landecho-Losada (Cacabelos, ca. 1596 - ib.), señora de Cacabelos, casados en Madrid el 8 de septiembre de 1616 con dispensa papal, además de ser heredera de la inmensa fortuna de su padre y de la madrastra Damiana de Landecho y Asolo con la condición de usar su apellido y que pasara a los descendientes.
Por lo tanto, Antonia era una nieta paterna del licenciado Pedro Fernández de Boán (Cacabelos, ca. 1553-antes de 1613) que era un escribano de Melias desde 1589 y mayordomo de Rentas de los Condes de Lemos, y de su esposa Ana González —una hija natural del clérigo Juan González que era rector de la parroquia de Fontefría— y nieta materna del licenciado Juan Fernández de Boán (1549-1615), gobernador-presidente del Virreinato del Perú de 1606 a 1607, y de su amante Juana Gómez de Losada (n. Codesedo de Ginzo de Limia, ca. 1566), además de bisnieta paterno-materna de fray Fernando de Boán "el Viejo" (ca. 1519-Amoeiro) —un hijo natural del clérigo Juan de Boán (n. ca. 1499) y nieto paterno del rico mercader Fernando de Boán (n. Boán de Muradelle, ca. 1469) y de su esposa— que edificó la Pousa de Cacabelos antes del 30 de agosto de 1534, también conocida como Pazo de San Damián, y sacerdote de la parroquia de Abruciños desde el 22 de junio de 1560, y de su amante Isabel Álvarez Pomba, una hija de los labradores Álvaro Pomba y de su mujer Inés Almoina que habían sido vecinos de Castelo.
Fruto del enlace entre José Martínez de Salazar y de su esposa Antonia de Boán no hubo descendencia y ni tampoco hay constancia, por el momento, de hijos naturales. Ella testó siendo viuda el 5 de julio de 1703 ante Mateo de Ibarzábal en el convento de San Cayetano de Madrid, en el cual dejó como único heredero a su sobrino Pedro Jacinto de Boán y Lande, vecino de Orense.